# G.D. Estoril Praia
Grupo Desportivo Estoril Praia (phát âm tiếng Bồ Đào Nha: [ɨʃtuˈɾil ˈpɾajɐ]), thường được gọi là Estoril, là một câu lạc bộ thể thao chuyên nghiệp Bồ Đào Nha đến từ Estoril, Cascais, Lisbon. Được thành lập vào ngày 17 tháng 5 năm 1939, đội bóng hiện đang thi đấu tại Giải Ngoại hạng Bồ Đào Nha và tổ chức các trận đấu trên sân nhà tại sân vận động António Coimbra da Mota, với sức chứa 8.015 chỗ ngồi. Là một câu lạc bộ thể thao, Estoril có các bộ môn bóng đá, futsal và bóng rổ.
Kể từ khi câu lạc bộ thành lập, đội trẻ đã giành được 9 danh hiệu hạng nhì, trong đó gần đây nhất là Liga de Honra 2011–12. Do đó, một số nhân sự của câu lạc bộ đã nhận được giải thưởng liên quan đến màn trình diễn của họ trong mùa giải 2011–12, trong đó bao gồm Licá, người đã giành giải Cầu thủ xuất sắc nhất năm của LPFP Liga de Honra, Vagner, người đã giành được giải LPFP Liga de Honra Thủ môn của năm và Marco Silva, giành giải Huấn luyện viên xuất sắc nhất năm của LPFP Liga de Honra.

## Lịch sử

### Ban đầu
Câu lạc bộ được thành lập vào ngày 17 tháng 5 năm 1939 với tên gọi Grupo Desportivo Estoril Plage bởi Joaquim Cardim, José Ereia, João Rebelo, Armando Vilar, Ernesto Tomás và Joaquim Nunes, cùng với một số nhân vật khác. Nhân vật quảng bá chính cho câu lạc bộ là Fausto Cardoso de Figueiredo, chủ sở hữu giàu có của tuyến đường sắt Lisbon-Cascais, các khách sạn kiểu Anh trong thành phố, Paris và Cung điện, nhà tắm và Sòng bạc Estoril. Huy hiệu và màu sắc trang phục thi đấu của đội được lấy cảm hứng từ nhiều bãi biển ở Estoril, được coi là đẹp nhất ở Bồ Đào Nha. Màu vàng tượng trưng cho màu của mặt trời, trong khi màu xanh tượng trưng cho màu của Đại Tây Dương lân cận.
Khi mới thành lập, câu lạc bộ thi đấu ở Campeonato de Lisboa, một giải đấu dành các đội đến từ Lisboa. Đội cũng bắt đầu thi đấu tại giải Taça de Portugal. Bốn năm sau khi thành lập, câu lạc bộ đã lọt vào trận chung kết Taça de Portugal mùa giải 1943–44, nơi mà họ để thua Benfica 8–0 trên sân Salésias ở Lisbon.
Sau mùa giải đó, câu lạc bộ tham gia Primeira Liga mùa giải 1944–45, và họ đứng thứ bảy trong mùa giải đầu tiên ở giải đấu hàng đầu Bồ Đào Nha. Mùa giải tiếp theo chứng kiến câu lạc bộ thi đấu tại Segunda Divisão 1945–46 và Campeonato de Lisboa 1945–46. Câu lạc bộ luôn trụ hạng tại giải đấu cấp cao nhất cho đến mùa giải Primeira Divisão 1952–53, mùa giải mà họ đứng cuối cùng và phải xuống chơi tại Giải hạng nhì Bồ Đào Nha.

## Danh hiệu

### Trong nước
- Taça de Portugal
  - Á quân (1): 1943–44
- Taça da Liga
  - Á quân (1): 2023–24
- Liga Portugal 2
  - Vô địch (3): 2003–04, 2011–12, 2020–21
- Portuguese Second Division
  - Vô địch (5): 1941–42, 1943–44, 1945–46, 1974–75, 2002–03
- Liga Intercalar
  - Vô địch (1): 2009–10
- "FPF" Cup (First Division)
  - Á quân (1): 1976–77
- AF Lisbon First Division
  - Vô địch (1): 1968–69

### Cá nhân
- LPFP Liga de Honra Cầu thủ của năm
  - 2011–12: Licá
- LPFP Liga de Honra Thủ môn của năm
  - 2011–12: Vagner
- LPFP Liga de Honra Huấn luyện viên của năm
  - 2011–12: Marco Silva

## Cầu thủ

### Đội hình hiện tại
Tính đến ngày 8/2/2024
Ghi chú: Quốc kỳ chỉ đội tuyển quốc gia được xác định rõ trong điều lệ tư cách FIFA. Các cầu thủ có thể giữ hơn một quốc tịch ngoài FIFA.
| Số | VT | Quốc gia    | Cầu thủ                               |
| -- | -- | ----------- | ------------------------------------- |
| 2  | HV | Tây Ban Nha | Raúl Parra                            |
| 3  | HV | Bồ Đào Nha  | Bernardo Vital                        |
| 5  | HV | Brasil      | Volnei Feltes                         |
| 6  | HV | Đan Mạch    | Frederik Winther (mượn từ Augsburg)   |
| 7  | TV | Brasil      | Vinicius Zanocelo (mượn từ Santos)    |
| 8  | TV | Scotland    | Jordan Holsgrove (mượn từ Olympiacos) |
| 9  | TĐ | Venezuela   | Alejandro Marqués                     |
| 10 | TV | Algérie     | Rafik Guitane                         |
| 11 | TĐ | Brasil      | Cassiano                              |
| 13 | HV | Brasil      | João Basso (mượn từ Santos)           |
| 17 | HV | Pháp        | Harouna Sy                            |
| 18 | HV | Uruguay     | Erick Cabaco                          |
| 20 | TĐ | Brasil      | João Carlos                           |
| 21 | TĐ | Bồ Đào Nha  | Rodrigo Gomes (mượn từ Braga)         |
| 22 | HV | Pháp        | Eliaquim Mangala                      |

| Số | VT | Quốc gia             | Cầu thủ                             |
| -- | -- | -------------------- | ----------------------------------- |
| 23 | HV | Bồ Đào Nha           | Pedro Álvaro                        |
| 24 | TV | Hà Lan               | Finn Dicke                          |
| 29 | TĐ | Serbia               | Nemanja Jović                       |
| 31 | TM | Brasil               | Marcelo Carné                       |
| 33 | TV | Bồ Đào Nha           | João Marques                        |
| 48 | TV | Brasil               | Michel                              |
| 64 | TV | Sénégal              | Mor Ndiaye                          |
| 67 | HV | São Tomé và Príncipe | Ricardo Fernandes                   |
| 78 | TĐ | Bồ Đào Nha           | Tiago Araújo                        |
| 79 | HV | Cabo Verde           | Wagner Pina                         |
| 81 | TM | Bồ Đào Nha           | Diogo Dias                          |
| 82 | TV | Bồ Đào Nha           | Mateus Fernandes (mượn từ Sporting) |
| 87 | TV | Bồ Đào Nha           | Fran Pereira                        |
| 91 | TĐ | Bồ Đào Nha           | Heriberto Tavares                   |
| 99 | TM | Bồ Đào Nha           | Dani Figueira (đội trưởng)          |

### Theo hợp đồng
Ghi chú: Quốc kỳ chỉ đội tuyển quốc gia được xác định rõ trong điều lệ tư cách FIFA. Các cầu thủ có thể giữ hơn một quốc tịch ngoài FIFA.
| Số | VT | Quốc gia | Cầu thủ                                         |
| -- | -- | -------- | ----------------------------------------------- |
| 35 | HV | Hàn Quốc | Hwang In-taek (mượn từ Suwon Samsung Bluewings) |

### Cho mượn
Ghi chú: Quốc kỳ chỉ đội tuyển quốc gia được xác định rõ trong điều lệ tư cách FIFA. Các cầu thủ có thể giữ hơn một quốc tịch ngoài FIFA.
| Số | VT | Quốc gia   | Cầu thủ                                       |
| -- | -- | ---------- | --------------------------------------------- |
| —  | TĐ | Cabo Verde | Benchimol (tại Benfica B đến 30/6/2024)       |
| —  | TĐ | Colombia   | Juan Esteban Mina (tại Metalac đến 30/6/2024) |